# Овадія Сфорно
Овадія бен Яаков Сфорно (Овадія Сфорно, Сфорно, івр. עובדיה ספורנו; 1475, Чезена — 1550, Болонья) — рабин, знаменитий коментатор  Танаха, філософ і лікар.

## Біографія
Овадія Сфорно походив зі знатної і багатої родини італійських євреїв — рабинів і вчених. За професією був лікарем, вивчав медицину в Салерно і в Римі. Крім медицини, володів широкими знаннями в галузі математики, філософії, древніх мов. Ще в молодості Сфорно отримав авторитет як серед єврейських, так і серед християнських вчених. Саме його порекомендували як наставника Йогану Рейхліну, який приїхав у Рим удосконалити свої пізнання в івриті. Рекомендачами виступали християнський каббаліст Джованні Піко делла Мірандола та кардинал Доменіко Грімані. Сфорно викладав Рейхліну єврейську літературу, філософію і рабиністичну екзегезу з 1497 до 1500 року. Учень був дуже високої думки про вчителя й особливо відзначав його чудове знання латині. Визначне місце Сфорно займав серед талмудистів. У Болоньї він заснував талмудичну школу, де викладав до кінця своїх днів. Він був відомий усій науковій еліті Європи, листувався з найвизначнішими вченими свого часу і навіть з коронованими особами. Французький король Генріх II дуже цінував його поради, а Сфорно присвятив королю коментар до книги Когелет (Проповідник) і послав йому власний латинський переклад свого трактату «Ор Аммім» — «Світло Народів». У молодості Сфорно багато мандрував, був дуже бідний, потім став заможною людиною, але в побуті завжди відрізнявся скромністю, що межувала з аскетизмом. Він залишив про себе добру пам'ять серед сучасників, а його праці забезпечили йому справжню славу. Цією славою він зобов'язаний головним чином своїй біблійній екзегезі.